# 鈴木俊晴
鈴木俊晴は、日本のキュレーター。豊田市美術館学芸員。

## 経歴
1982年生まれ。
名古屋大学大学院文学研究科修了。

## 企画
- 「村瀬恭子 fluttering far away」（2010）
- 「奈良美智 for better or worse」（2017）
- 「フランシス・ベーコン」（2013、東京国立近代美術館との共同企画）[2]
- 「開館25周年記念コレクション展　光について／光をともして」（2020）
- 「ボイス＋パレルモ」（埼玉県立近代美術館、国立国際美術館と共同企画、2021-22）
- 「ゲルハルト・リヒター」（2022、東京国立近代美術館との共同企画）[3]
- 「玉山拓郎：FLOOR」（2025）[4]

## 論考
「バランスをとること──ゲルハルト・リヒターとブリンキー・パレルモのミュンヘンオリンピックのスタジアムへの提案をめぐって」中尾拓哉編『スポーツ／アート』（森話社、2020）